# Cinecittà (azienda)
Cinecittà S.p.A. è una società pubblica italiana, con socio unico il Ministero dell'economia e delle finanze; i diritti dell’azionista sono esercitati dal Ministero della cultura d’intesa con il Ministero dell’Economia a delle Finanze.

## Storia
Gestiti fino agli anni novanta mediante l'Ente autonomo di gestione per il cinema – poi trasformato in Ente Cinema S.p.A., che ha in seguito assunto la denominazione di Cinecittà Luce S.p.A. – nel 1997 gli Studi di Cinecittà vengono affidati in locazione a Italian Entertainment Group S.p.A. 
Nel 2011 Cinecittà Luce S.p.A. viene messa in liquidazione e contestualmente viene costituita Istituto Luce - Cinecittà S.r.l. cui viene conferita, tra gli altri, la proprietà degli Studi di Cinecittà, che restano in gestione a Italian Entertainment Group S.p.A. fino al 2017, anno in cui gli storici studi di via Tuscolana tornano in gestione alla proprietaria Istituto Luce - Cinecittà S.r.l.. 
Quest'ultima viene trasformata in società per azioni dalla legge di bilancio 2020 e nel 2021 viene ridenominata Cinecittà S.p.A

## Attività

### Studi
Cinecittà S.p.A. cura le attività degli Studi di Cinecittà, 40 ettari di spazi inaugurati il 28 aprile 1937.
Gli studi sono composti da 19 teatri di posa e includono servizi di set design e costruzioni scenografiche, post-produzione digitale e video, post-produzione audio, sviluppo, stampa e restauro pellicole, virtual production.

### Archivio Luce
Parte integrante dell'attività di Cinecittà S.p.A. è la conservazione, il restauro, la valorizzazione e la diffusione del patrimonio dell'Archivio Luce. L'Archivio Luce, conserva il patrimonio filmico e fotografico dell'Istituto Luce, fondato nel 1924, e altre collezioni di cinegiornali e documentari del dopoguerra. 
Oltre ai Cinegiornali Luce (1926-1945), l'archivio ha acquisito negli anni del dopoguerra quasi tutte le testate dei cinegiornali italiani tra le quali La Settimana Incom (1945-1964). Include 100 000 servizi di cinegiornali e documentari e oltre 4 milioni di fotografie.
Il patrimonio dell'Archivio Luce è catalogato e digitalizzato e disponibile gratuitamente online. Nel 2013 il Fondo Cinegiornali e Fotografie dell'Istituto Nazionale L.U.C.E. è entrato nel Registro "Memory of the World" dell'UNESCO.

### Promozione del cinema italiano nel mondo, opere prime e seconde, cortometraggi e documentari
Cinecittà S.p.A. collabora con le principali istituzioni culturali internazionali nell'organizzazione di rassegne e retrospettive sul cinema italiano classico e contemporaneo in tutto il mondo. 
È impegnata, inoltre, nella promozione e lo sviluppo della distribuzione di film italiani contemporanei sui mercati esteri, in sinergia con i principali festival e mercati internazionali. 
Il MIC ha assegnato a Cinecittà S.p.A. la distribuzione di opere prime e seconde e cortometraggi di produzione italiana e la produzione documentaristica basata principalmente sul patrimonio dell'Archivio Luce.

### Cinecittà si Mostra e Museo Italiano dell'Audiovisivo e del Cinema (MIAC)
Dal 2011 gli Studi di Cinecittà hanno aperto al pubblico Cinecittà si Mostra, un'esposizione permanente dedicata al patrimonio storico e architettonico degli Studi, consentendo di visitare la mostra negli edifici storici e i set permanenti.
Attraverso le scenografie, i costumi, gli oggetti di scena, i filmati e le fotografie d'epoca viene raccontata la storia di Cinecittà e delle produzioni cinematografiche che l'hanno resa famosa dal 1937 ad oggi. 
All'interno degli Studi di Cinecittà, nell'edificio un tempo sede del Laboratorio di Sviluppo e Stampa, è stato aperto da dicembre 2019 il Museo Italiano dell'Audiovisivo e del Cinema (MIAC). Il MIAC è il primo museo multimediale, interattivo e immersivo interamente dedicato al genere nella Capitale.

### Fondi cinema, Registro pubblico delle opere cinematografiche e audiovisive, Europa Creativa
Dal 1º novembre 2016 Cinecittà S.p.A. è responsabile della gestione operativa dei fondi cinema previsti dalla Legge Cinema e Audiovisivo a sostegno della filiera cinematografica, più precisamente, il Fondo per la Produzione, la Distribuzione, l'Esercizio e le Industrie Tecniche. 
A Cinecittà S.p.A. è stata affidata la gestione operativa del Registro pubblico delle opere cinematografiche e audiovisive (PRCA), precedentemente gestito da SIAE e dei Media Desk italiani del progetto Europa Creativa, che gestisce insieme al MIC.

### Editoria
Cinecittà S.p.A. è editore di CinecittàNews, il daily online che offre ogni giorno notizie e aggiornamenti sul mondo cinematografico. 
Con la collaborazione della Direzione generale Cinema e audiovisivo, è editore del bimestrale 8½, del periodico web dgCinews e di Italy for Movies, il portale nazionale delle location e degli incentivi alla produzione con il contributo dell'Italian Film Commissions. 
Gestisce il sito filmitalia.org, il database bilingue sulle produzioni del cinema italiano contemporaneo.

## Riferimenti normativi
- Art. 1, commi 585 e ss. della Legge 30 dicembre 2020, n. 178 - Bilancio di previsione dello Stato per l'anno finanziario 2021 e bilancio pluriennale per il triennio 2021-2023.